# Theodor Heuss
Theodor Heuss (Brackenheim, Baden-Württemberg, 31 de gener de 1884 - Stuttgart, 12 de desembre de 1963) fou un polític alemany. Primer president de la República Federal Alemanya i tercer en la història d'aquest país (després de Friedrich Ebert i Paul von Hindenburg).

## Biografia
Nasqué a Brackenheim, vora de Heilbronn. Estudià Historia de l'Art i "estudis estatals" a Múnic i Berlín, doctorant-se el 1905, a Múnic. En acabar els estudis treballà com a periodista d'afers polítics i presidí la revista Die Hilfe des de 1905 fins a 1912.
En 1908 es casà amb Elly Heuss-Knapp (1881-1952), amb la que va tenir un fill.
De 1912 a 1918 restà al capdavant de l'edició del periòdic Neckarzeitung. A Berlín també treballà per a un butlletí de notícies setmanal de contingut polític, Deutsche Politik.
Va morir el 1963 a la ciutat de Stuttgart.

## Trajectòria política
En 1910 es va afiliar al partit Partit Progressista Popular (Fortschrittliche Volkspartei), en el qual va romandre fins a 1918. Entre 1923 i 1926 va publicar la revista "La Nació Alemanya" (Die Deutsche Nation). Heuss es va fer membre del Partit Democràtic Alemany (Deutsche Demokratische Partei), (DDP), agrupació hereva, des de 1918, del partit Fortschrittliche Volkspartei i va ser escollit membre del Reichstag de 1924 a 1928 i de 1930 a 1933.
En 1933, juntament amb la resta dels seus companys del grup parlamentari del DDP, va acceptar, sense estar conforme, votar a favor de la Llei de Plens Poders (Ermächtigungsgesetz) que va atorgar Adolf Hitler poders quasidictatorials i va suposar la fi de la República de Weimar. Molt aviat Theodor Heuss va passar a formar part de l'oposició al nazisme, es va unir a organitzacions clandestines liberals i va mantenir contactes amb el moviment de resistència (Widerstand), durant el Tercer Reich, fins al final de la Segona Guerra Mundial.
Heuss es va convertir en el primer ministre de cultura de l'Estat de Baden-Württemberg després de la guerra. En 1946 i 1947 va impartir classes d'Història a l'Escola Tècnica de Stuttgart. Va ser cofundador de la secció en l'estat de Baden-Württemberg del Partit Democràtic Popular, Demokratische Volkspartei, actualment conegut com a Partit Demòcrata LLiure (FDP) i va ser membre del parlament de l'estat esmentat entre 1946 i 1949. El 12 de desembre de 1948, va ser escollit cap del Partit Demòcrata Lliure.
Va advocar per la unió dels partits liberals de les zones alemanyes occidentals. Va formar part de l'Assemblea Parlamentària (Parlamentarischer Rat) que va tenir gran influència en la redacció de la Constitució de la República Federal Alemanya (Grundgesetz). Després de l'elecció del primer Bundestag (parlament alemany), ja vigent la nova constitució, Theodor Heuss va arribar a la direcció de l'Estat en ser elegit president el 12 de setembre de 1949 per l'Assemblea federal) davant de Kurt Schumacher. En 1954 va ser reelegit per a un altre mandat fins al 12 de setembre de 1959.
Heuss va considerar important recuperar la confiança de la comunitat internacional, les seves visites d'Estat van ajudar a normalitzar les relacions dels països occidentals amb la República Federal Alemanya. Recolzà l'acostament entre Konrad Adenauer i Robert Schuman, que va conduir a l'establiment de la Comunitat Europea del Carbó i de l'Acer (CECA), punt de partida de l'actual Unió Europea.
Heuss no va estar d'acord amb el rearmament i la creació del nou exèrcit d'Alemanya Occidental (Bundeswehr) el 1955.